# Simitidion agaricographum
Simitidion agaricographum är en spindelart som först beskrevs av Levy och Amitai 1982.  Simitidion agaricographum ingår i släktet Simitidion och familjen klotspindlar. Inga underarter finns listade i Catalogue of Life.